# Rheocricotopus unidentatus
Rheocricotopus unidentatus is een muggensoort uit de familie van de dansmuggen (Chironomidae). De wetenschappelijke naam van de soort is voor het eerst geldig gepubliceerd in 1988 door Saether and Schnell.